# Episodi di The 45 Rules of Divorce (seconda stagione)
La seconda stagione della serie televisiva The 45 Rules of Divorce, composta da 13 episodi, è stata trasmessa sul canale egitto Shahid VIP dal 6 dicembre 2021 al 22 dicembre 2021.
In Arabia Saudita, la stagione viene trasmessa in prima visione gratuita su MBC 4 a partire dal 7 dicembre 2021 al 23 dicembre 2021.
| nº | Titolo arabe                                           | Titolo originale                                        | Prima TV Egitto  | Prima TV Arabia Saudita |
| -- | ------------------------------------------------------ | ------------------------------------------------------- | ---------------- | ----------------------- |
| 1  | قاعدة #58 دايماً اتجنبي وجع الدماغ                      | Rule No. 58: Avoid the Douchemobile                     | 6 dicembre 2021  | 7 dicembre 2021         |
| 2  | قاعدة #77 سيبي كل واحد عايش في أوهامه                  | Rule No. 77: Don't Blow The Bubble                      | 7 dicembre 2021  | 8 dicembre 2021         |
| 3  | قاعدة #8 أهم حاجة التوقيت                              | Rule No. 8: Timing Is Everything                        | 8 dicembre 2021  | 9 dicembre 2021         |
| 4  | قاعدة #65 ينفع دايماً تبدأي من أول وجديد                | Rule No. 65: You Can Go Home Again                      | 11 dicembre 2021 | 12 dicembre 2021        |
| 5  | قاعدة #72 الظروف ممكن تخليك شخص عمرك ما تخيلته         | Rule No. 72: It's Never Too Late to Be a Mean Girl      | 12 dicembre 2021 | 13 dicembre 2021        |
| 6  | قاعدة #25 إوعي تضيعي من إيديك الفرصة التانية           | Rule No. 25: Beware the Second Chance                   | 13 dicembre 2021 | 14 dicembre 2021        |
| 7  | قاعدة #14 لاء يعني لاء                                 | Rule No. 14: No...Means No                              | 14 dicembre 2021 | 15 dicembre 2021        |
| 8  | قاعدة #79 توقعي أي حاجة من أي حد                       | Rule No. 79: Labels Are For Canned Goods                | 15 dicembre 2021 | 16 dicembre 2021        |
| 9  | قاعدة #81 متنفخيش في قربة مقطوعة                       | Rule No. 81: There's No Crying in Porn                  | 18 dicembre 2021 | 19 dicembre 2021        |
| 10 | قاعدة #36 اللي اتلسع م الشوربة .. لازم ينفخ في الزبادي | Rule No. 36: If You Can't Stand the Heat, You're Cooked | 19 dicembre 2021 | 20 dicembre 2021        |
| 11 | قاعدة #118 واحدة واحدة على نفسك في الوقت الصعب         | Rule No. 118: Let Her Eat Cake                          | 20 dicembre 2021 | 21 dicembre 2021        |
| 12 | قاعدة #876 مش كل حاجة ليها سبب                         | Rule No. 876: Everything Does Not Happen For a Reason   | 21 dicembre 2021 | 22 dicembre 2021        |
| 13 | قاعدة #59 عدي الليلة                                   | Rule No. 59: Happily Ever After Is An Oxymoron          | 22 dicembre 2021 | 23 dicembre 2021        |